# Município de Center (condado de Columbiana, Ohio)
Localização do Ohio nos E.U.A.
O município de Center (em inglês: Center Township) é um local localizado no condado de Columbiana no estado estadounidense de Ohio. No ano 2010 tinha uma população de 6313 habitantes e uma densidade populacional de 68,62 pessoas por km².

## Geografia
O município de Center encontra-se localizado nas coordenadas 40° 46′ 24″ N, 80° 48′ 16″ O. Segundo a Departamento do Censo dos Estados Unidos, o município tem uma superfície total de 91.99 km², da qual 91.5 km² correspondem a terra firme e (0.54%) 0.5 km² é água.

## Demografia
Segundo o censo de 2010, tinha 6313 pessoas residindo no município de Center. A densidade de população era de 68,62 hab./km².